# Kanekoa piligera
Kanekoa piligera là một loài bọ cánh cứng trong họ Cerambycidae.